# Frédéric Rauh
Frédéric Rauh (Saint-Martin-le-Vinoux, 1861 — París, 1909) va ser un filòsof francès, professor a la Universitat de Tolosa i posteriorment a la Sorbona (1903), on s'ocupà principalment dels problemes relatius a la fonamentació dels sistemes morals. Marcat pel positivisme, s'interessà per la sociologia i la metafísica.

## Obres
- Essai sur le fondement métaphysique de la morale (1890)
- L'expérience morale (1903)
- Études de morale (1922)